# Khassan
Khassan (en rus Хасан) és un poble (possiólok) del krai de Primórie, a Rússia. És la població més al sud de l'Extrem Orient Rus. El 2019 tenia 596 habitants.